# Лонг (Оклахома)
Лонг (енгл. Long) насељено је место без административног статуса у америчкој савезној држави Оклахома.

## Демографија
По попису из 2010. године број становника је 370, што је 7 (1,9%) становника више него 2000. године.
| Група             | 2000.       | 2010.       |
| Белци             | 245 (67,5%) | 234 (63,2%) |
| Афроамериканци    | 0 (0,0%)    | 0 (0,0%)    |
| Азијати           | 0 (0,0%)    | 7 (1,9%)    |
| Хиспаноамериканци | 4 (1,1%)    | 23 (6,2%)   |
| Укупно            | 363         | 370         |